# Espace noyau
En informatique, l'utilisation d'un noyau, permet de distinguer deux types d'accès à la mémoire informatique :
- L'espace noyau ;
- L'espace utilisateur.

L'espace noyau se définit par son opposition à l'espace utilisateur, et réciproquement.
Sur des noyaux modernes, tout processus utilisateur (par opposition au noyau) croit manipuler une mémoire qui a les propriétés suivantes :
- la mémoire allouée commence systématiquement à l'adresse 0,
- la mémoire peut être indéfiniment étendue,
- la mémoire est privée (protégée), un processus ne peut pas accéder à la mémoire d'un autre processus (sauf allocations et autorisations spécifiques).

Pour que les processus utilisateurs aient l'illusion que la mémoire qu'ils manipulent a effectivement ces propriétés, le noyau dispose d'un gestionnaire de mémoire.
Ce gestionnaire de mémoire a :
- accès à l'ensemble de la mémoire disponible
- accès à la mémoire tant en lecture qu'en écriture (même si cette mémoire est utilisée)
- accès à l'ensemble des propriétés de cette mémoire (vitesse, mode d'accès)
- différencie les zones de mémoire (pages, RAM, mémoire virtuelle...).

Ainsi, du point de vue du gestionnaire de mémoire, la mémoire n'a aucune des propriétés de l'espace utilisateur. La mémoire, utilisée sans ces propriétés, s'appelle l'espace noyau. L'ensemble des fonctions et processus s'exécutant dans le noyau travaillent sur de la mémoire de l'espace noyau. Par extension, ces fonctions et processus sont dits de l'espace noyau.
Les processeurs modernes tels que les i386 disposent de fonctions spécialisées dans la gestion de la mémoire (MMU). Pour pouvoir activer/désactiver ces fonctions, les gestionnaires de mémoires s'appuient sur l'activation/désactivation, au niveau processeur du mode noyau.